# لاس روزاس دي مدريد
لاس روزاس دي مدريد (بالإنجليزية: Las Rozas de Madrid)‏ هي بلدية ومدينة في منطقة الحكم الذاتي وتقع في منطقة مدريد في وسط إسبانيا. تبلغ مساحة هذه المدينة 59.14 (كم²)، ويبلغ عدد سكانها 86340 نسمة حسب إحصاء سنة 2009م.